# Sadness
Sadness es un videojuego de terror cancelado para Wii que estaba siendo desarrollado por la compañía polaca Nibris. De acuerdo con Piort Orlovosky líder de Nibris, “El guion tendría asociación con la narcolepsia, nictofobia y la esquizofrenia paranoide. El guion sorprendería." De acuerdo con un comunicado de prensa de Nibris, la acción en Sadness se situaba antes de la Primera Guerra Mundial en un país eslavo.
Según sus desarrolladores este juego era sólo para jugadores adultos y que tuvieran los nervios de acero.

## Historia
Ubicado en la época previa a la Primera Guerra Mundial en Europa Oriental, Sadness sigue la historia de María, una mujer que tiene que proteger a su hijo Alexander de narcolepsia después de que su tren se descarrilara en medio del campo. Sus aventuras siguientes estaban basadas en leyendas eslavas, y esto se volvía cada vez más raro cuando Alexander comenzaba a actuar de manera extraña.

## Jugabilidad
De acuerdo a una entrevista de la web IGN, Sadness tiene la intención de asustar por la atmósfera y no por la sed de sangre o la violencia. Se sabe que gracias a las funciones del revolucionario mando de Wii en el juego se le podrá cortar la garganta a los enemigos o lanzar una soga sobre la pared con movimientos similares a la vida real. También fue anunciado que el juego tendrá una forma muy particular de salvar el progreso. Esto ocurrirá automáticamente, en momentos desconocidos para los jugadores así se lograra que la sensación del jugador no se aleje de la realidad. También se sabe que el juego no presentara visualizaciones en pantallas como vida, municiones entre otras cosas que estamos acostumbrados a observar en un videojuego común, así aumentaran la inmersión del jugador en el juego sin cosas artificiales como las barras de vida. 

## Estilo visual
Visualmente el juego es de horror gótico estilizado en blanco y negro. El 10 de abril de 2006 Nibris liberó un tráiler de Sadness, un empleado anónimo de esta compañía comentó que sadness llegaría a finales del 2008 o principios de 2009.

## Información
El siguiente correo electrónico fue enviado por Nibris en Halloween, 2007.
Hola, Hoy es Halloween y queremos desearles un buen día y noche :) También quisiéramos hacerles saber que sus e-mails son muy importantes para nosotros pero no tenemos tiempo para responderlos todos. Nibris sigue vivo y bien. Desde agosto Nibris es representado exclusivamente por FOG Studios, Inc, (www.fogstudios.com), la agencia líder para representación interactiva desde 1979.
Aún seguimos trabajando en nuestros proyectos (Sadness - Wii- 2009, Double Bloob Q2 2008 y ROTR - DS Q3, 2008) se les será anunciado su lanzamiento en cierto tiempo. Cambiaremos nuestro sitio web pronto y entonces verán noticias (incluyendo Sadness) acerca de nuestros juegos. Una vez más ¡gracias por su apoyo! about our games. 
Nibris team NIBRIS SP. Z O.O. (LTD.)UL. SZLAK 2831-153 CRACOWPOLANDNIP: 676-233-15-95. Nibris es representado exclusivamente por FOG Studios, Inc, (www.fogstudios.com), la agencia líder para representación interactiva desde 1979.
El 10 de febrero de 2008 Nibiris respondió al correo electrónico de fanes con la siguiente respuesta:
Gracias por tu correo electrónico. La página de Nibris se actualizará en abril de este año Sadness será lanzado en 2009. Más información pronto. Cuidate. Equipo Nibris.
Actualmente el sitio de Nibris está en construcción, www.nibris.net.